# نقاب شیطان (فیلم ۱۹۶۰)
نقاب شیطان (به ایتالیایی: La maschera del demonio) یا یکشنبه سیاه (انگلیسی: Black Sunday) یک فیلم ایتالیایی در سبک ترسناک به کارگردانی ماریو باوا است که در سال ۱۹۶۰ منتشر شد.

## موضوع فیلم
یک ساحر انتقام‌جو و خدمتکار شرورش از گور خود بیرون آمده و اقدام به تسخیر بدن‌های نوادگان زیبای ساحر می‌کنند. تنها برادر او و پزشکی خوش‌تیپ سر راه آنها قرار می‌گیرند و…